# Cor Scorpii
Cor Scorpii je norská black metalová kapela založená v roce 2004 v norském městě Sogndal po rozpadu kapely Windir. Cor Scorpii znamená latinsky „srdce škorpióna“ a je to alternativní název hvězdy Antares, nejjasnější hvězdy v souhvězdí Štíra a 16. nejjasnější hvězdy na obloze. Kapela si jej zvolila, neboť se podle ní nejlépe hodí k její hudbě a lyrice (textovému obsahu).
V roce 2005 vyšlo první demo Attergangar a v roce 2008 první studiové album s názvem Monument.

## Historie
Po smrti frontmana kapely Windir Terje Bakkena alias Valfara v roce 2004 realizoval na konci téhož roku Gaute Refsnes ideu založit vlastní kapelu. Přidali se k němu další bývalí členové Windir Stian Bakketeig vulgo Strom a Jørn Holen vulgo Steingrim. Holen ale v roce 2005 odchází z rodinných důvodů a vazeb na jinou kapelu Vreid (také vznikla po rozpadu Windir). Sestava byla rozšířena o Thomase S. Øvstedala, Rune Sjøthuna a Inge Jonny Lomheima, kteří také působili na místní metalové scéně. V roce 2005 vyšlo první demo Attergangar, které sklidilo příznivé ohlasy a vyhrálo ocenění „Demo měsíce“ hudebního časopisu Metal Hammer v Německu. Krátce poté kapela podepsala smlouvu s nizozemským vydavatelstvím Descent Productions. Na konci roku 2006 se přidává ke skupině nový bubeník Ole "Vargon" Nordsve a v červenci 2007 Cor Scorpii nahrávají debutní studiové album s názvem Monument, které vychází v březnu 2008.

## Diskografie

### Demo nahrávky
- Attergangar (2005)

### Studiová alba
- Monument (2008)